# Cap Domingo
Le cap Domingo (en espagnol : cabo Domingo) ou cap Santo Domingo est un cap située sur la côte orientale de la grande île de la Terre de Feu, dans le département de Río Grande au sud de la province de Terre de Feu, Antarctique et Îles de l’Atlantique Sud, en Argentine. Le cap s'avance dans la mer d'Argentine, une mer de l'Atlantique sud. Il est situé à environ 15 km au nord-ouest du centre-ville de Río Grande. Ses côtes sont ravinées, elles sont composées dans sa partie basse, par du sable fin et du limon, avec des d'abondants rochers. Les amplitudes de marées y sont importantes.

## Description géographique

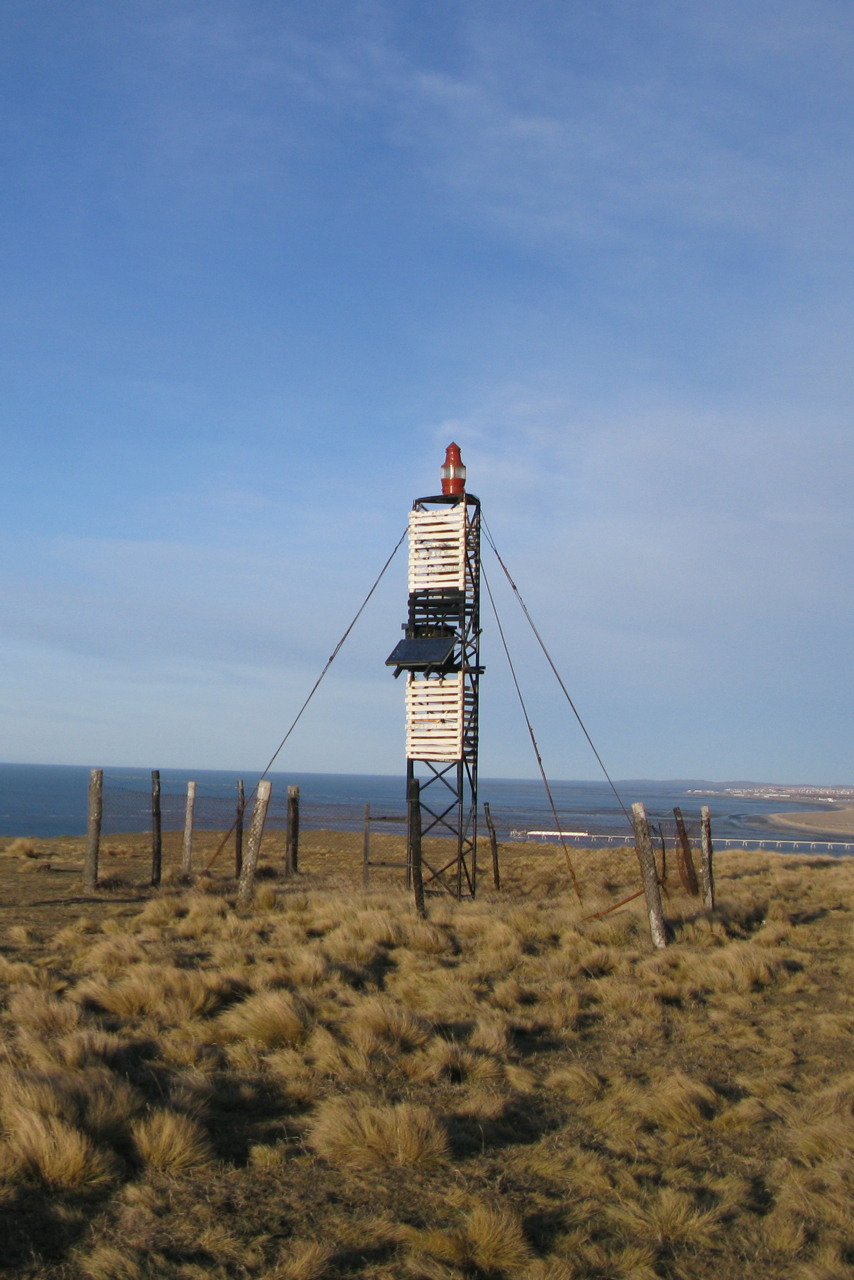
La partie supérieure du cap Domingo, sur laquelle se trouve le phare du cap Domingo.

Le cap Domingo est un promontoire qui pénètre dans la mer d'Argentine, il a une altitude de 90 mètres qui est le point culminant d'un petit chaînon côtier, lequel apparaît particulièrement proéminent étant donné qu'il est entouré de lagunes et de prairies situées sur une plaine proche du niveau de la mer. Ce cap se démarque par rapport à la bande côtière orientée nord-sud.
Géologiquement sa structure est composée de strates marines sans déformation du Tertiaire supérieur et de sédiments continentaux du Quaternaire.
L'embouchure du río Chico est située au nord du cap, en allant vers l'intérieur des terres se trouve la « laguna del Flamenco ». En allant vers le sud, à 2 500 mètres du cap, des installations portuaires de Puerto Caleta La Misión ont été construites mais sont actuellement à l’abandon, face à ces dernières se trouve l'île de los Lobos. Finalement, à 5 km au sud-est se trouve le monument historique national de la République argentine, la mission salésienne Notre-Dame de la Candelaria, fondée par la congrégation religieuse des Salésiens de Don Bosco.

### Caractéristiques climatiques

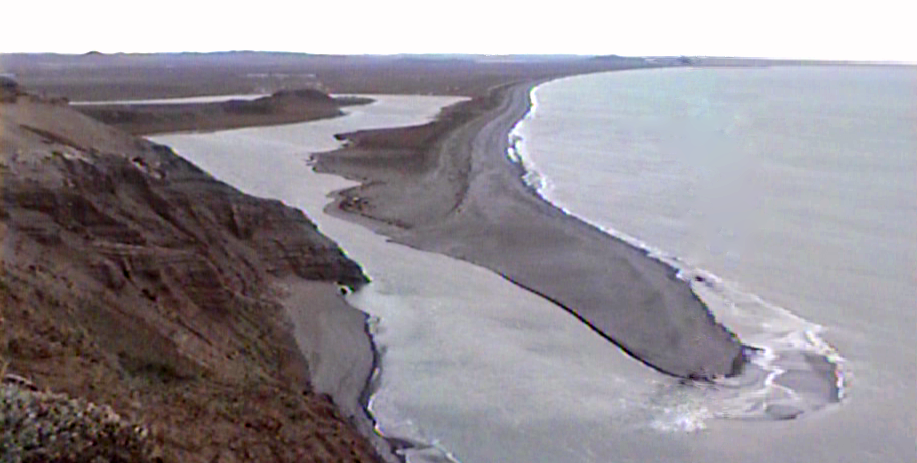
Embouchure du río Chico dans la mer d'Argentine, vue depuis le sommet du nez du cap Domingo.

Le cap est situé dans l'une des zones des plus venteuses de la planète, sur laquelle des vents violents soufflent tout au long de l'année, surtout pendant le printemps, principalement orientés ouest et sud-ouest, ils dépassent fréquemment les 100 km/h.
Le climat est semi-humide, avec une température moyenne annuelle de 5,5 °C, les précipitations annuelles (distribuées uniformément tout au long de l'année) atteignent les 360 mm, tombant sous forme de neige pendant l'hiver. Dans la classification de Papadakis l'inclut dans le climat de steppes de « prairies patagoniennes », très favorable pour la production de pâturages et de l'élevage ovin.

### Caractéristiques océanographiques
Les amplitudes des marées sont importantes dans la région, pouvant atteindre jusqu'à un maximum proche de 10 m. Pendant la marée haute, les vagues frappent la base de la falaise. À marée basse, les eaux se retirent et laissent apparaître des bancs de sable affleurants couvrant une importante superficie marine. Les vagues atteignent une hauteur comprise entre 7 et 10 mètres.

### Caractéristiques biologiques
Les plages au pied du cap servent de destination finale de repos et d'alimentation pendant l'été austral pour les énormes migrations d'oiseaux limicoles néarctiques, tels que les pluviers et les bécasseaux, ces derniers se rendent sur place tous les ans. Sur l'île de los Lobos se trouve une colonie d'otaries à crinière (Otaria flavescens) ainsi que de nombreuses espèces d'oiseaux marins côtiers.
Phytogéographiquement, la cap Domingo se trouve dans la région des steppes magellaniques du secteur nord de la grande île de la Terre de Feu, appartenant au district phytogéographique patagonique fuégien (es) de la province phytogéographique patagonique (es).
Il est situé à l'intérieur de l'écorégion terrestre prairies patagoniennes (es), alors que les eaux qui l'entourent font partie de l'écorégion marine plateforme patagonienne (es).

## Phare
Au sommet du cap se trouve le phare du cap Domingo de l'Armée argentine. Il fonctionne de manière automatique et n'est pas habité. Ce phare a été construit en janvier 1933.

## Massacre du cap Domingo
C'est sur les plages du cap Domingo qu'à au lieu, pendant la première décennie du XXe siècle, la tristement célèbre tuerie connue sous le nom de « massacre de la plage de Santo Domingo », perpétrée par Alejandro Maclennan — le « Chancho Colorado » — administrateur des estancias de José Menéndez. Après avoir harcelé militairement un temps la tribu de amérindiens selknam qui vivaient dans la zone, il les invite à un banquet pour sceller un accord de paix. Durant ce banquet, Maclennan fait servir de grandes quantités de vin. Lorsque la majorité des indigènes étaient enivrés, et en particulier les hommes, il s'éloigne des lieux et ordonne à ses hommes, postés dans les collines, d'ouvrir le feu contre les membres de la tribu. Le massacre fait entre 300 et 400 morts,.

## Accès
Il est possible d'accéder au cap grâce à la route nationale 3, car il est à quelques mètres au nord de celle-ci. Il est possible de gravir facilement le promontoire qui s'élève en pente douce.